# James Caulfeild
Pour les articles homonymes, voir Caulfeild.
James Caulfeild (18 août 1728 – 4 août 1799) est un homme d'État irlandais, par ailleurs amateur de peintures et de gravures.

## Biographie
Second fils de James Caulfeild, 3e vicomte Charlemont, il naît à Dublin. Le fils aîné, William, étant mort jeune, James succède à son père comme 4e vicomte en 1734. Le titre de Charlemont leur venait de Sir Toby Caulfeild (1565–1627), originaire de l'Oxfordshire, Angleterre, qui obtint des terres en Irlande et est créé baron Charlemont, selon le nom d'un fort sur le fleuve Blackwater, le 22 décembre 1620, pour services rendus au roi Jacques Ier, aux Pays-Bas et en Espagne. William, le 5e baron (mort en 1671), est promu vicomte par Charles II en 1665.
Lord Charlemont ne va pas à l'école publique, mais est éduqué à la maison paternelle par plusieurs précepteurs. Le dernier, un universitaire du nom de Murphy, lui communiqua l'amour de l'art et de la culture classique, qu'il conserve toute sa vie. Il part à l'étranger en 1746 et passe plus de neuf années à effectuer le Grand Tour. Il commence par visiter la Hollande, puis il passe en Italie. À Turin, où il étudie pendant une année, il fait la connaissance du philosophe David Hume, alors secrétaire de l'ambassade d'Angleterre, et se lie d'amitié avec le futur roi, Victor-Amédée III de Sardaigne. Il poursuit son voyage, passant par la Grèce, le Turquie et l'Égypte. Partout sur son passage, il recueille avec soin tous les documents propres à l'éclairer sur les antiquités, les mœurs et les usages de chaque pays.
De retour par l'Italie, il séjourne deux ans à Rome, où il a des relations très suivies avec de hauts dignitaires catholiques, comme le cardinal Albani, protecteur des arts et des lettres et neveu du pape Clément XI, et le cardinal Passionei, plusieurs fois nonce apostolique, partisan d'un catholicisme libéral, et considéré comme un protecteur des jansénistes. Par l'intermédiaire de l'ambassadeur de France à Rome, le duc de Nivernois, qui l'a pris en amitié, il rencontre plusieurs fois le pape d'alors, Benoît XIV. Sur le chemin du retour, il traverse l'Espagne et la France. De passage à Bordeaux, il est reçu trois jours par Montesquieu, qui l'accueille très chaleureusement selon le récit de Lord Charlemont lui-même, « impressionné par la simplicité du vieux philosophe ».
Rentré à Dublin, il emploie l'architecte écossais Sir William Chambers pour remodeler sa résidence principale, Marino House, faire les plans de sa résidence urbaine, Charlemont House, et de l'exceptionnel Casino at Marino, pavillon de style néoclassique, situé dans les jardins de Marino House. En 1758, il est à Londres pour affaire et c'est vers cette époque qu'il se lie d'amitié avec William Hogarth à qui il commande une toile, The Lady's Last Stake (en) qui sera exposée dans la capitale anglaise en 1761 avant de rejoindre les collections de Charlemont.

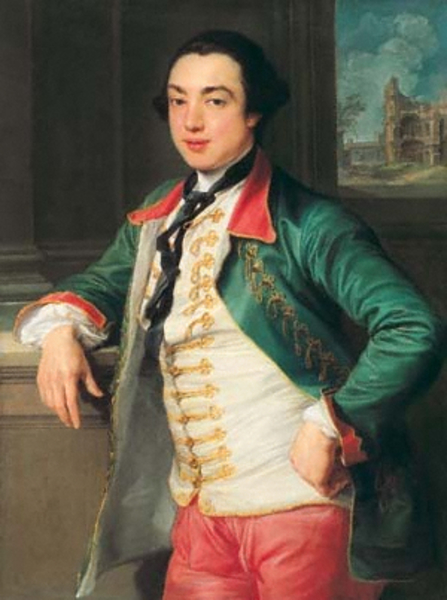
Charlemont peint par Pompeo Batoni, vers 1753-56.

À son retour en Irlande, il siège à la Chambre des lords irlandaise. En 1763, à la suite de la part qu'il prit à la répression de la rébellion qui eut lieu en Irlande sous la vice-royauté du comte de Northumberland, il est créé comte de Charlemont.
Lord Charlemont est historiquement intéressant pour ses relations politiques avec Henry Flood et Henry Grattan; c'est un homme cultivé, avec un goût pour la littérature et les arts. Aussi bien à Dublin qu'à Londres, c'est un homme extrêmement influent socialement. À Dublin, il se lie plus particulièrement avec Edmund Burke, William Gerard Hamilton et Henry Flood. À Londres, où il vient en 1764, il est introduit auprès d'artistes et écrivains comme Johnson, Goldsmith, Reynolds et Hogarth, qu'il protège généreusement.
En 1770, il prend parti avec Flood contre l'administration du Lord lieutenant d'Irlande, George Townshend. En 1775, il contribue à assurer l'élection de Grattan à la chambre des communes irlandaise par le bourg de Charlemont, permettant à ce célèbre orateur de siéger pour la première fois le 11 décembre de cette année-là. Il accompagne Grattan dans sa lutte pour l'indépendance politique de l'Irlande, qui est obtenue en 1782.
Ayant pris une part très active à la formation de cette milice, Charlemont est nommé en novembre 1783 président de la convention des Volontaires irlandais, rassemblée pour défendre le pays contre une éventuelle invasion étrangère. En 1779, le nombre de volontaires se montait à 42 000. En 1783, Charlemont est nommé membre du Conseil privé d'Irlande, et pour ses divers services rendus en Irlande, il est fait chevalier fondateur de l'Ordre de Saint-Patrick. En 1786, il est le premier président de la Royal Irish Academy, qu'il enrichit d'utiles mémoires, et il est également membre de la Royal Dublin Society.
Avec Henry Grattan, il est l'un des plus farouches opposants à l'Acte d'Union de 1800.
Son fils aîné, Francis Caulfeild (2e comte de Charlemont), qui lui succède, est fait baron anglais en 1837. Sa biographie par Francis Hardy parut en 1810.

## Œuvre
- Blackguardiana (1795)
- Original letters (1820), contenant ses lettres et celles de Burke et de Flood
- History of Italian poetry, depuis Dante jusqu'à Métastase

## Sources
- (en) « James Caulfeild », dans Encyclopædia Britannica [détail de l’édition], 1911 (lire sur Wikisource).

- (en) Cet article est partiellement ou en totalité issu de l’article de Wikipédia en anglais intitulé « James Caulfeild, 1st Earl of Charlemont » (voir la liste des auteurs), édition du 18 juin 2008.
- Nouvelle biographie générale, Hoefer, 1854
- Memoirs of the political and private life of James Caulfeild, F. Hardy, Londres, 1812.